# Rallye Monte-Carlo 1980
Le Rallye Monte-Carlo 1980 (48e Rallye Monte-Carlo), disputé du 19 au 25 janvier 1980, est la soixante-seizième manche du championnat du monde des rallyes (WRC) courue depuis 1973, et la première manche du championnat du monde des rallyes 1980.

## Contexte avant la course

### Le championnat du monde

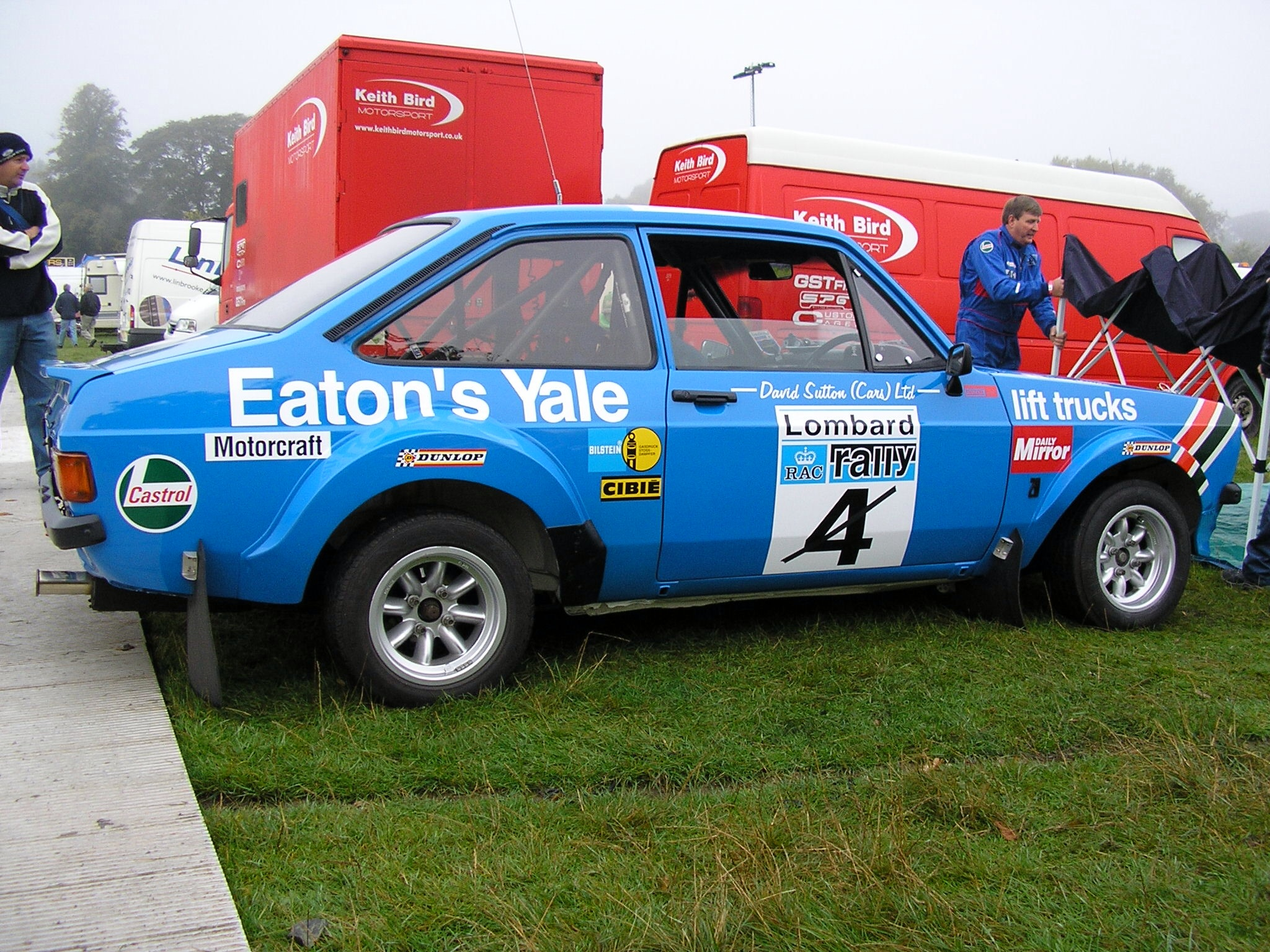
La Ford Escort RS1800 de Björn Waldegård, championne du monde en 1979.

Ayant succédé en 1973 au championnat international des marques (en vigueur de 1970 à 1972), le championnat du monde des rallyes se dispute sur une douzaine de manches, dont les plus célèbres épreuves routières internationales, telles le Rallye Monte-Carlo, le Safari ou le RAC Rally. Parallèlement au championnat des constructeurs, la Commission Sportive Internationale (CSI) a depuis 1979 créé un véritable championnat des pilotes qui fait suite à la controversée Coupe des conducteurs instaurée en 1977, dont le calendrier incluait des épreuves de second plan. Huit des douze manches du calendrier se disputent en Europe, deux en Afrique, une en Amérique du Sud et une en Océanie. Elles sont réservées aux voitures des catégories suivantes :
- Groupe 1 : voitures de tourisme de série
- Groupe 2 : voitures de tourisme spéciales
- Groupe 3 : voitures de grand tourisme de série
- Groupe 4 : voitures de grand tourisme spéciales

Titré en 1979, Ford a mis son programme rallyes en veille pour la saison 1980. La marque sera néanmoins représentée cette saison par des préparateurs chevronnés et pourra disputer le titre aux quatre autres grands constructeurs officiellement engagés, Fiat, Datsun, Talbot et Opel. Mercedes-Benz a étoffé son programme par rapport à l'année précédente, mais ne participera cependant qu'a la moitié des manches du calendrier, laissant à ses principaux pilotes officiels Björn Waldegård (champion du monde en titre) et Hannu Mikkola l'opportunité de courir pour d'autres marques dans les autres épreuves.

### L'épreuve

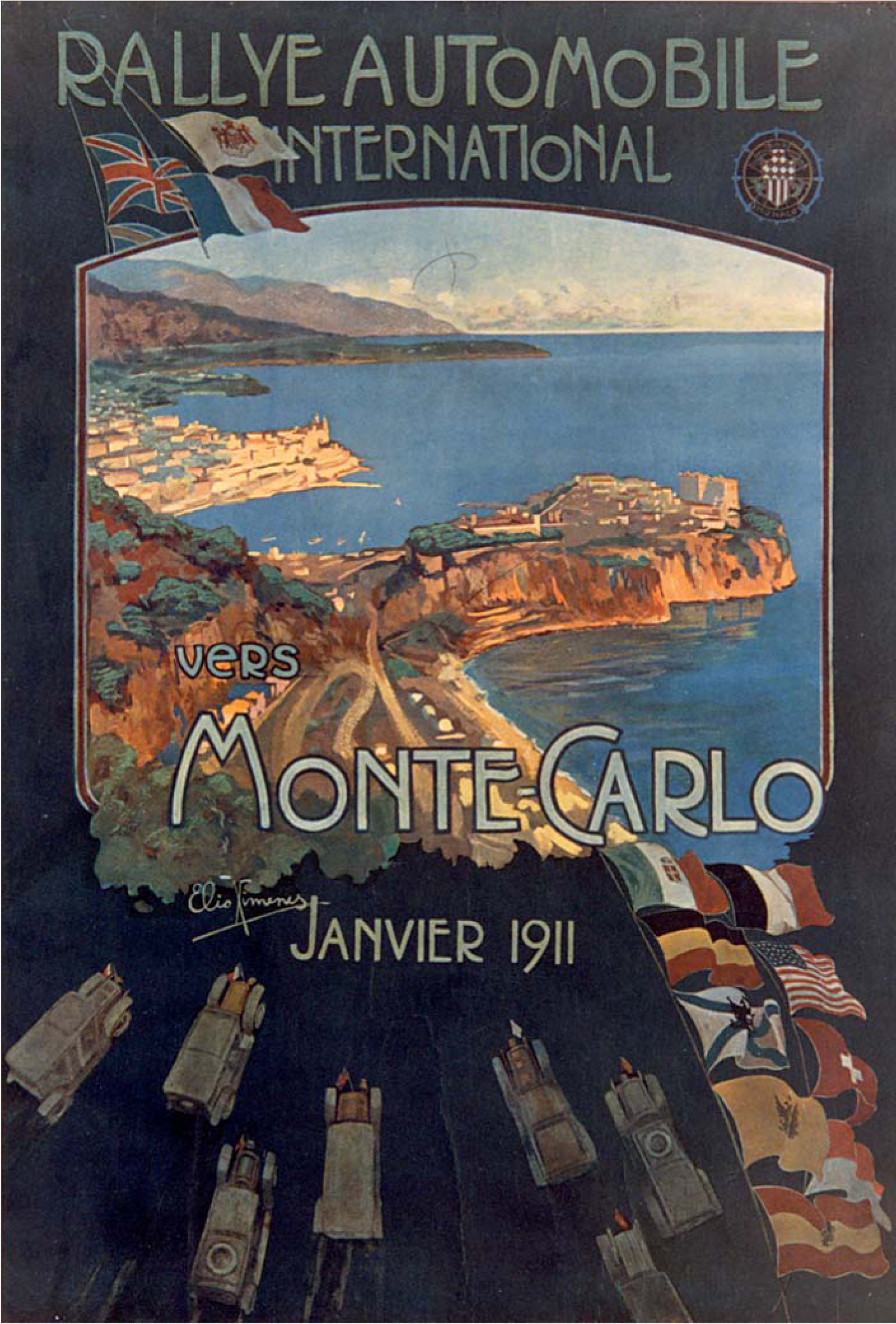
Créé en 1911, le Rallye Monte-Carlo est l'une des plus anciennes épreuves routières.

Le Rallye Monte-Carlo fut créé en 1911 sous la férule d'Antony Noghès et René Léon ; c'est l'une des plus anciennes épreuves routières de l'histoire du sport automobile. Au commencement simple épreuve touristique, elle devient rapidement un important événement sportif, la difficulté de son parcours hivernal requérant qualités de pilotage et de navigation. Jusqu'au début des années 60, son classement était basé sur la régularité des concurrents, en fonction d'un temps de référence, les équipages pointant à chaque contrôle horaire du parcours, avec pénalité en cas de retard éventuel. Au fil des années, les moyennes imposées furent régulièrement augmentées, rendant l’épreuve plus sélective. En 1968, les organisateurs introduisirent le classement 'scratch', principalement basé sur les résultats des secteurs chronométrés. Une des particularités de ce rallye est de proposer plusieurs choix de villes de départ, les différents parcours de concentration possibles menant les concurrents à un point de regroupement avant les épreuves de classement. Sauf fortes intempéries, les parcours de concentration, dont les longueurs a été cette année réduite d’environ mille kilomètres par rapport aux éditions précédentes, ne comportent aucune difficulté.
Particulièrement efficace sur parcours sinueux, la Lancia Stratos s’est imposée à quatre reprises au cours des cinq dernières éditions, Bernard Darniche ayant triomphé en 1979 au terme d’une spectaculaire remontée au cours de la dernière nuit.

## Le parcours
- départ : 19 janvier 1980 (choix entre neuf villes de départ)
- arrivée : 25 janvier 1980 à Monaco
- distance : de 3636 km à 4028 km (selon ville de départ), dont 623 km sur 30 épreuves spéciales (34 épreuves initialement prévues, pour un total de 707 km chronométrés)
- surface : asphalte (conditions hivernales)
- Parcours divisé en quatre étapes : parcours de concentration, parcours de classement, parcours commun et parcours final[3]

### Parcours de concentration
- neuf parcours possibles, de 1019 à 1411 km, du 19 au 20 janvier :

1. Itinéraire d'Amsterdam (1247 km) : Amsterdam - Bruxelles - Reims - Stenay - Langres - Saint-Claude - Chambéry - Gap - Serre Chevalier
2. Itinéraire de Francfort (1180 km) : Francfort - Munich - Innsbruck - Trente - Brescia - Turin - Serre Chevalier
3. Itinéraire de Lausanne (1019 km) : Lausanne - Pontarlier - Saint-Claude - Ambérieu-en-Bugey - Grenoble - Nyons - Alès - Privas - Gap - Serre Chevalier
4. Itinéraire de Londres (1238 km) : Londres - Douvres - Calais - Reims - Stenay - Langres - Saint-Claude - Chambéry - Gap - Serre Chevalier
5. Itinéraire de Monte-Carlo (1098 km) : Monte-Carlo - Draguignan - Rians - Apt - Le Vigan - Millau - Saint-Affrique - Montpellier - Alès - Privas - Gap - Serre Chevalier
6. Itinéraire de Paris (1045 km) : Paris - Nanterre - Soissons - Stenay - Langres - Saint-Claude - Chambéry - Gap - Serre Chevalier
7. Itinéraire de Rome (1031 km) : Rome - Rieti - Pérouse - Arezzo - Florence - Parme - Brescia - Turin - Serre Chevalier
8. Itinéraire de Saragosse (1095 km) : Saragosse - Andorre-la-Vieille - Carcassonne - Montpellier - Montpellier - Alès - Privas - Gap - Serre Chevalier
9. Itinéraire de Wrocław (1411 km) : Wrocław - Pilsen - Munich - Innsbruck - Trente - Brescia - Turin - Serre Chevalier

### Parcours de classement
- Serre Chevalier - Briançon - Chorges - Sisteron - Barrême - Roquestéron - Monaco, 422 km, du 20 au 21 janvier
- 7 épreuves spéciales (1 prologue sur circuit de glace et 6 épreuves routières), 124 km

### Parcours commun
- Monaco - Puget-Théniers - Castellane - Sisteron - Vals-les-Bains - Tournon - Vif - Gap - Digne - Monaco, 1498 km, du 21 au 22 janvier
- 15 épreuves spéciales, 358 km (17 épreuves initialement prévues, pour un total de 397 km)

### Parcours final
- Monaco - Saint-Martin-Vésubie - Monaco (2 boucles), 697 km, du 24 au 25 janvier
- 8 épreuves spéciales, 141 km (10 épreuves initialement prévues, pour un total de 186 km)

## Les forces en présence
Sur les 255 équipages inscrits, 237 vont effectivement prendre le départ.
- Fiat

Le constructeur turinois vise une première victoire dans cette épreuve et engage officiellement quatre voitures : trois 131 Abarth groupe 4 confiées à Markku Alén, Walter Röhrl et Björn Waldegård, ainsi qu'une Ritmo 1500 groupe 2 (840 kg, 165 chevaux) aux mains d'Attilio Bettega. L'équipe officielle est épaulée par Fiat France qui aligne deux 131 Abarth aux caractéristiques identiques à celles des versions usine (1020 kg, moteur deux litres seize soupapes à injection Kugelfischer développant 238 chevaux à 8000 tr/min, boîte cinq vitesses à crabots) pour Jean-Claude Andruet et Michèle Mouton. La marque utilise des pneus Pirelli, qui met à disposition six différents types de gommes sur cette épreuve pour les modèles 131 (slick rayé, pneu pluie, pneu verglas et trois sortes de pneus neige). Sur sa Ritmo, Bettega a un choix plus réduit, ne pouvant bénéficier ni des pneus pluie ni des pneus les plus tendres.
- Opel

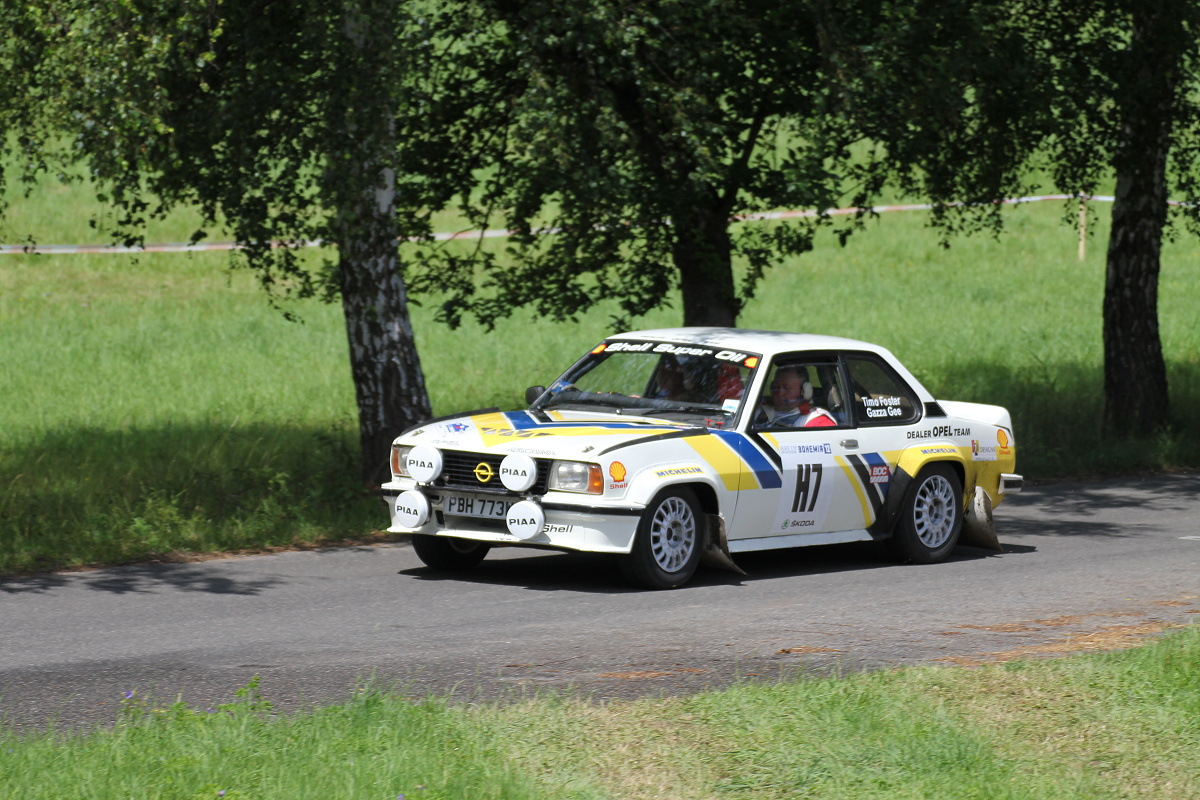
L'Opel Ascona 400 (ici lors d'une épreuve historique), fait ses débuts au Monte-Carlo.

La marque allemande du groupe GM fait débuter sa nouvelle Opel Ascona 400, tout juste homologuée en groupe 4. Cette voiture de 1050 kg est équipée d'un moteur quatre cylindres de 2420 cm3 développé chez Cosworth, d'une puissance de l'ordre de 260 chevaux. Deux voitures ont été officiellement engagées, sous les couleurs de l'Euro Händler Team, pour Anders Kulläng et Jochi Kleint. Elles utilisent des pneus Michelin (six types de gommes possibles). La marque est également représentée par plusieurs équipes privées dans les groupes 1 et 2, qui engagent des Kadett GT/E ou des Ascona, parmi lesquelles celle de Jean-Louis Clarr, un des favoris en tourisme de série.
- Datsun

Le Rallye Monte-Carlo ne constitue pas une priorité pour le constructeur japonais, aussi l'équipe Datsun Europe n'a-t-elle engagé qu'une seule berline 160J PA10 groupe 2 (965 kg, moteur deux litres, 198 chevaux à 7800 tr/min) pour son directeur sportif Andy Dawson, qui utilise des pneus Dunlop.
- Talbot

Récemment homologuée en groupe 2, la Sunbeam Lotus est la plus puissante de sa catégorie, son moteur quatre cylindres seize soupapes de 2217 cm3, alimenté par deux carburateurs double-corps, délivrant 240 chevaux, la voiture pesant un peu plus d'une tonne. Un seul exemplaire a été officiellement engagé, pour Guy Fréquelin, avec le concours de Michelin pour les pneumatiques. Le pilote autrichien Georg Fischer est engagé à titre privé sur un modèle identique.
- Toyota

Toyota a engagé deux coupé Celica groupe 4 (1000 kg, moteur quatre cylindres deux litres à seize soupapes, 220 chevaux) pour les pilotes allemands Achim Warmbold et Klaus Fritzinger. Ils utilisent des pneus Pirelli.
- Ford

Ayant cessé son activité en rallye, Ford a revendu une partie de ses Escort RS1800 groupe 4 à des écuries privées. Ari Vatanen dispose de l'une d'entre elles, engagée par Publimmo Racing. Préparée chez David Sutton, cette voiture de 980 kg est équipée d'un moteur deux litres alimenté par carburateurs, d'une puissance de 260 chevaux. Vatanen utilise des pneus Helenius pour la neige ou le verglas et des Dunlop dans les autres conditions. 'Ray', responsable de l'ecurie, pilote un modèle identique, ainsi que Nicolas Koob, engagé à titre privé. En groupe 2, le pilote espagnol Salvador Servià d'une Fiesta (860 kg, 150 chevaux) préparée par Ford Catalogne. Parmi les nombreux clients de la marque, on note la présence d'Alain Beauchef sur une Escort RS2000, un des principaux animateurs du groupe 1.
- Lancia

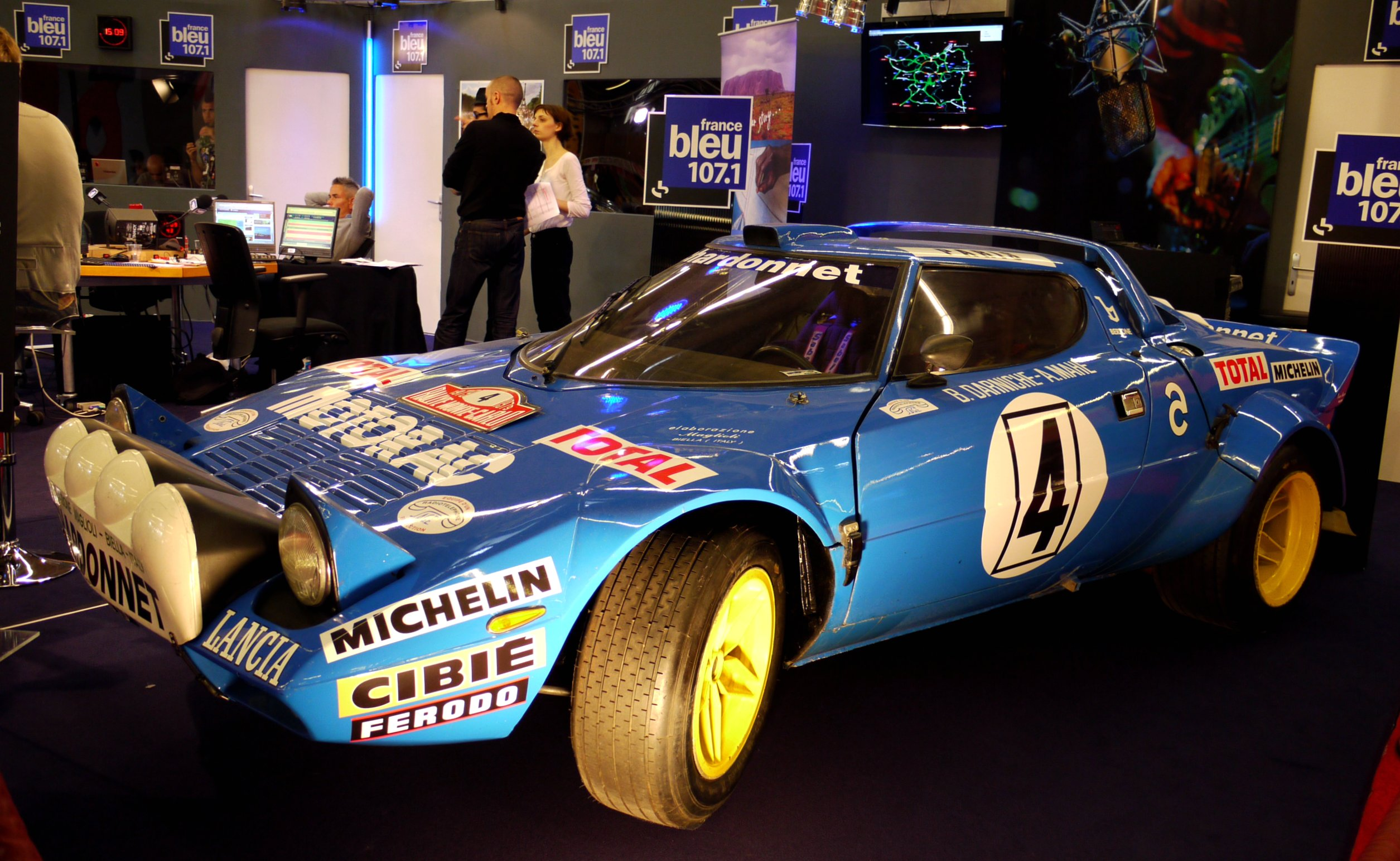
La Lancia Stratos de l'écurie Chardonnet.

Victorieux en 1979, Bernard Darniche s'aligne de nouveau sur une Stratos HF groupe 4 (970 kg, moteur central arrière V6 de 2400 cm3, environ 280 chevaux) de l'écurie Chardonnet, cette fois équipée de pneus Pirelli avec huit choix de gommes possibles.
- Porsche

Le prestigieux constructeur allemand est de nouveau très bien représenté, tant en groupe 3 qu’en groupe 4, grâce aux nombreux clients de la marque. Au volant d'une 911 SC groupe 4 préparée par les frères Alméras, Hannu Mikkola fait partie des favoris, sa voiture, équipée de pneus Michelin, disposant de 290 chevaux. Jacques Alméras s'aligne sur un modèle identique, les préparateurs de Montpellier ayant également mis au point la Carrera groupe 3 d'Alain Coppier, un des favoris de cette catégorie. Bernard Béguin pilote son habituelle 911 SC groupe 4 préparée chez Louis Meznarie, tandis que l'ingénieur-pilote de la marque, Jürgen Barth, a personnellement engagé une 924 turbo groupe 4.
- Volkswagen

Volkswagen Motorsport a engagé deux Golf GTI groupe 2 pour Jean-Luc Thérier et Per Eklund. Ces voitures de 775 kg ont une puissance de 160 chevaux et sont équipées d'une boîte à cinq vitesses. Utilisant des pneus Michelin, elles seront redoutables dans leur catégorie.
- BMW

Timo Mäkinen effectue une rentrée remarquée au volant d'une 320i groupe 2 engagée par BMW France et préparée par Georges Benoît.
- Mercedes

Le grand constructeur de Stuttgart n'est pas officiellement engagé mais assiste néanmoins la Scuderia Kassel qui a engagé un coupé 280 CE groupe 2 pour Ingvar Carlsson et deux versions groupe 1 pour Holger Bohne et Johannes Breuer.

## Déroulement de la course

### Parcours de concentration
Les 237 équipages s'élancent d'une des neuf villes de départ (suivant l'itinéraire choisi) le samedi 19 janvier. 72 partent de Paris, 58 de Monte-Carlo, 45 de Lausanne, 25 de Francfort, 22 de Rome, 6 d'Amsterdam, 4 de Saragosse, 3 de Londres et 2 de Wrocław. Avec une distance nettement réduite par rapport à l’année précédente, les différents parcours ne présentent pas de difficulté majeure, seuls les concurrents partant de Saragosse ayant été un peu gênés par une neige abondante lors de la traversée des Pyrénées. Cette première partie va cependant entraîner quelques retraits prématurés, avec notamment l'abandon du Britannique Andy Dawson, parti de Londres, trahi par le moteur de sa Datsun peu avant Douvres.
Le dimanche, au regroupement de Serre Chevalier, 228 concurrents sont toujours en course, aucune pénalisation n'affectant les pilotes de notoriété.

### Parcours de classement

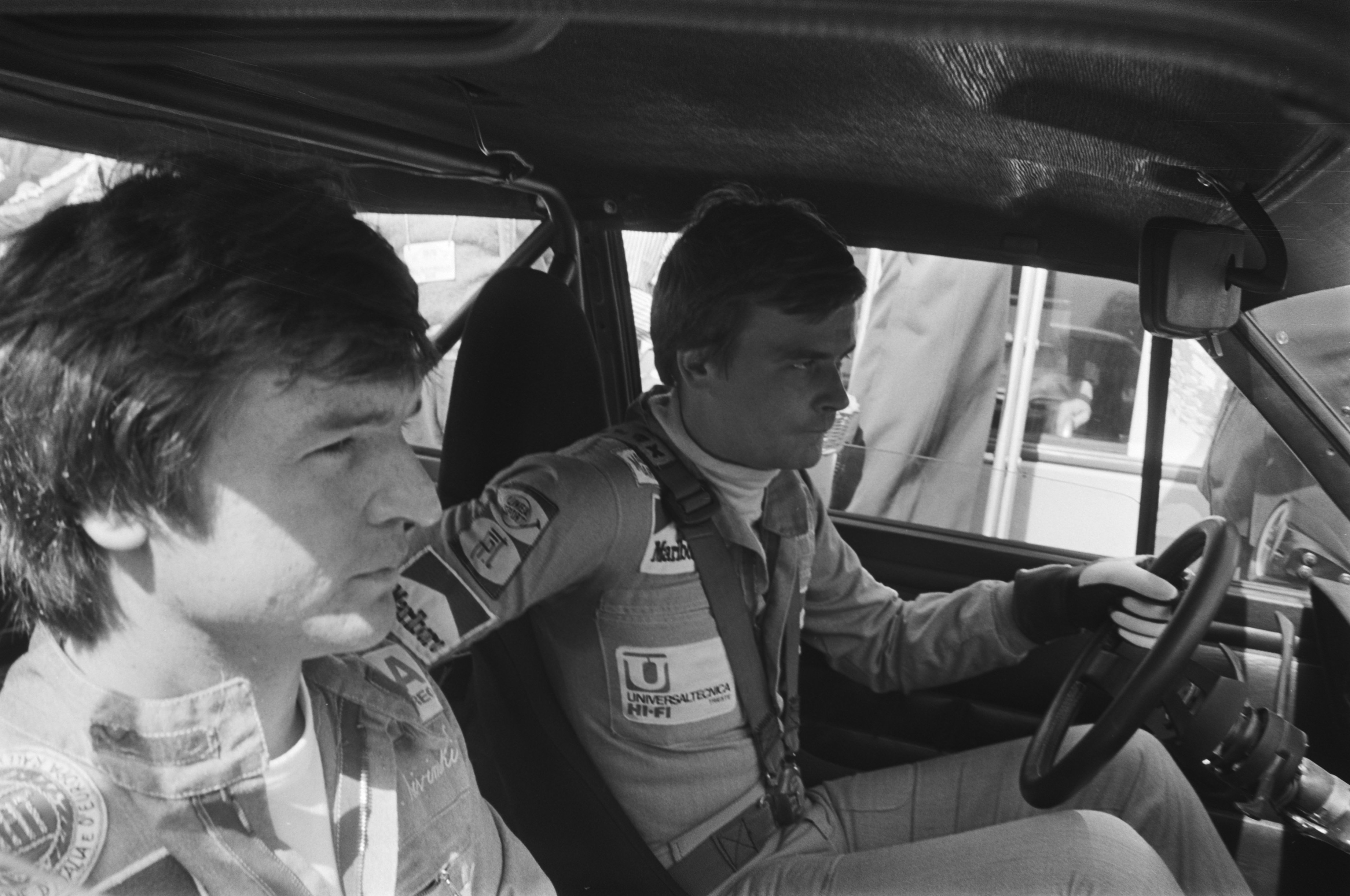
Très bien parti, l'équipage Alén-Kivimaki a perdu toutes ses chances après une sortie de route dans le Queyras.

Repartis de Serre Chevalier après quelques heures de repos, les concurrents disputent leur première épreuve sélective sur le circuit école de la station hivernale, le dimanche après-midi. Bernard Darniche (Lancia Stratos) et Markku Alén (Fiat 131 Abarth) s'y montrent les plus rapides, devançant d'une seconde les Fiat de Jean-Claude Andruet et de Walter Röhrl. En début de nuit, Alén s'impose de nouveau sur la première spéciale routière, entièrement verglacée, prenant seul le commandement de la course avec une marge de six secondes sur son coéquipier Röhrl, alors que Darniche rétrograde à la cinquième place derrière Attilio Bettega, qui domine le groupe 2 au volant de sa Fiat Ritmo, et Björn Waldegård (Fiat 131). Le secteur suivant se déroule dans des conditions très difficiles, la neige se mettant à tomber abondamment aux abords de Molines-en-Queyras, sur un sol gelé. Alén s'y distingue encore et dans les derniers kilomètres rattrape la Porsche d'Hannu Mikkola, partie une minute avant lui. Il le dépasse mais ne parvient pas à rétablir sa trajectoire et sort de la route aussitôt après, percutant un arbre ; il repart aussitôt et termine la spéciale sur trois roues, dans un bruit de ferraille, mais doit renoncer à continuer, le train avant de la Fiat étant irréparable. Röhrl prend la tête du rallye, avec près de trente secondes d'avance sur Bettega et cinquante sur Darniche. Le pilote allemand va dès lors progressivement augmenter son avance au cours de la nuit, ralliant Monaco avec deux minutes et demie d'avance sur Darniche qui, malgré une forte fièvre, a repris la seconde place à Bettega, ce dernier restant largement en tête du groupe 2. Andruet, quatrième, compte déjà près de quatre minutes de retard, les suivants, emmenés par la Volkswagen Golf groupe 2 de Per Eklund, pointant à plus de cinq minutes. Handicapé par des problèmes de cloutage, Waldegård a chuté à la neuvième place, derrière la Porsche de Mikkola et la Ford Escort d'Ari Vatanen, qui ont également perdu du temps à cause de mauvais choix de pneus dans certains secteurs. Quinzième sur sa Porsche, Alain Coppier est largement en tête du groupe 3 tandis qu'en groupe 1 Jean-Louis Clarr (seizième sur son Opel) ne compte que trois minutes d'avance sur l'Escort d'Alain Beauchef. Outre Alén, deux autres pilotes de notoriété ont dû renoncer au cours de la nuit, Guy Fréquelin (Talbot) et Achim Warmbold (Toyota) étant sortis de la route dans le Col des Garcinets. Au total, vingt équipages ont été contraints à l'abandon au cours de cette étape nocturne.
| Pos. | Pilote              | Copilote                | Voiture             | Groupe | Temps           | Écart         |
| ---- | ------------------- | ----------------------- | ------------------- | ------ | --------------- | ------------- |
| 1    | Walter Röhrl        | Christian Geistdörfer   | Fiat 131 Abarth     | 4      | 1 h 50 min 19 s |               |
| 2    | Bernard Darniche    | Alain Mahé              | Lancia Stratos HF   | 4      | 1 h 52 min 51 s | + 2 min 32 s  |
| 3    | Attilio Bettega     | Mario Mannucci          | Fiat Ritmo          | 2      | 1 h 52 min 59 s | + 2 min 40 s  |
| 4    | Jean-Claude Andruet | 'Biche'                 | Fiat 131 Abarth     | 4      | 1 h 54 min 09 s | + 3 min 50 s  |
| 5    | Per Eklund          | Hans Sylvan             | Volkswagen Golf GTI | 2      | 1 h 55 min 19 s | + 5 min 00 s  |
| 6    | Michèle Mouton      | Annie Arrii             | Fiat 131 Abarth     | 4      | 1 h 55 min 33 s | + 5 min 14 s  |
| 7    | Hannu Mikkola       | Arne Hertz              | Porsche 911 SC      | 4      | 1 h 55 min 35 s | + 5 min 16 s  |
| 8    | Ari Vatanen         | David Richards          | Ford Escort RS1800  | 4      | 1 h 56 min 24 s | + 6 min 05 s  |
| 9    | Björn Waldegård     | Hans Thorszelius        | Fiat 131 Abarth     | 4      | 1 h 57 min 03 s | + 6 min 44 s  |
| 10   | Anders Kulläng      | Bruno Berglund          | Opel Ascona 400     | 4      | 1 h 57 min 28 s | + 7 min 09 s  |
| 11   | Salvador Servià     | Alex Brustenga          | Ford Fiesta         | 2      | 1 h 59 min 19 s | + 9 min 00 s  |
| 12   | Jacques Alméras     | 'Tilber'                | Porsche 911 SC      | 4      | 1 h 59 min 29 s | + 9 min 10 s  |
| 13   | Jochi Kleint        | Gunter Wanger           | Opel Ascona 400     | 4      | 2 h 00 min 55 s | + 10 min 36 s |
| 14   | Bernard Béguin      | Jean-Jacques Lenne      | Porsche 911 SC      | 4      | 2 h 01 min 02 s | + 10 min 43 s |
| 15   | Alain Coppier       | Josépha Laloz           | Porsche Carrera     | 3      | 2 h 01 min 17 s | + 10 min 58 s |
| 16   | Jean-Louis Clarr    | Jean-François Fauchille | Opel Ascona 2000    | 1      | 2 h 01 min 29 s | + 11 min 10 s |
| 17   | Ingvar Carlsson     | Claes Billstam          | Mercedes 280 CE     | 2      | 2 h 01 min 50 s | + 11 min 31 s |
| 18   | Claude Haldi        | Bernard Sandoz          | Porsche 934         | 4      | 2 h 02 min 51 s | + 12 min 32 s |
| 19   | Bruno Saby          | Jean-Marc Andrié        | Renault 5 Alpine    | 2      | 2 h 04 min 16 s | + 13 min 57 s |
| 20   | Alain Beauchef      | Daniel Brichot          | Ford Escort RS2000  | 1      | 2 h 04 min 33 s | + 14 min 14 s |
| 21   | Holger Bohne        | Adolf Ahrens            | Mercedes 280 CE     | 2      | 2 h 06 min 03 s | + 15 min 44 s |
| 22   | Olivier Lamirault   | Chantal Sola            | Alpine A310 V6      | 4      | 2 h 06 min 54 s | + 16 min 35 s |
| 23   | Nicolas Koob        | Win Jacoby              | Ford Escort RS1800  | 4      | 2 h 07 min 17 s | + 16 min 58 s |
| 24   | Thierry Lousteau    | B. Figuière             | Porsche Carrera     | 3      | 2 h 07 min 27 s | + 17 min 08 s |
| 25   | Jean-Luc Thérier    | Michel Vial             | Volkswagen Golf GTI | 2      | 2 h 07 min 59 s | + 17 min 40 s |

### Parcours commun

#### Monaco - Vals-les-Bains

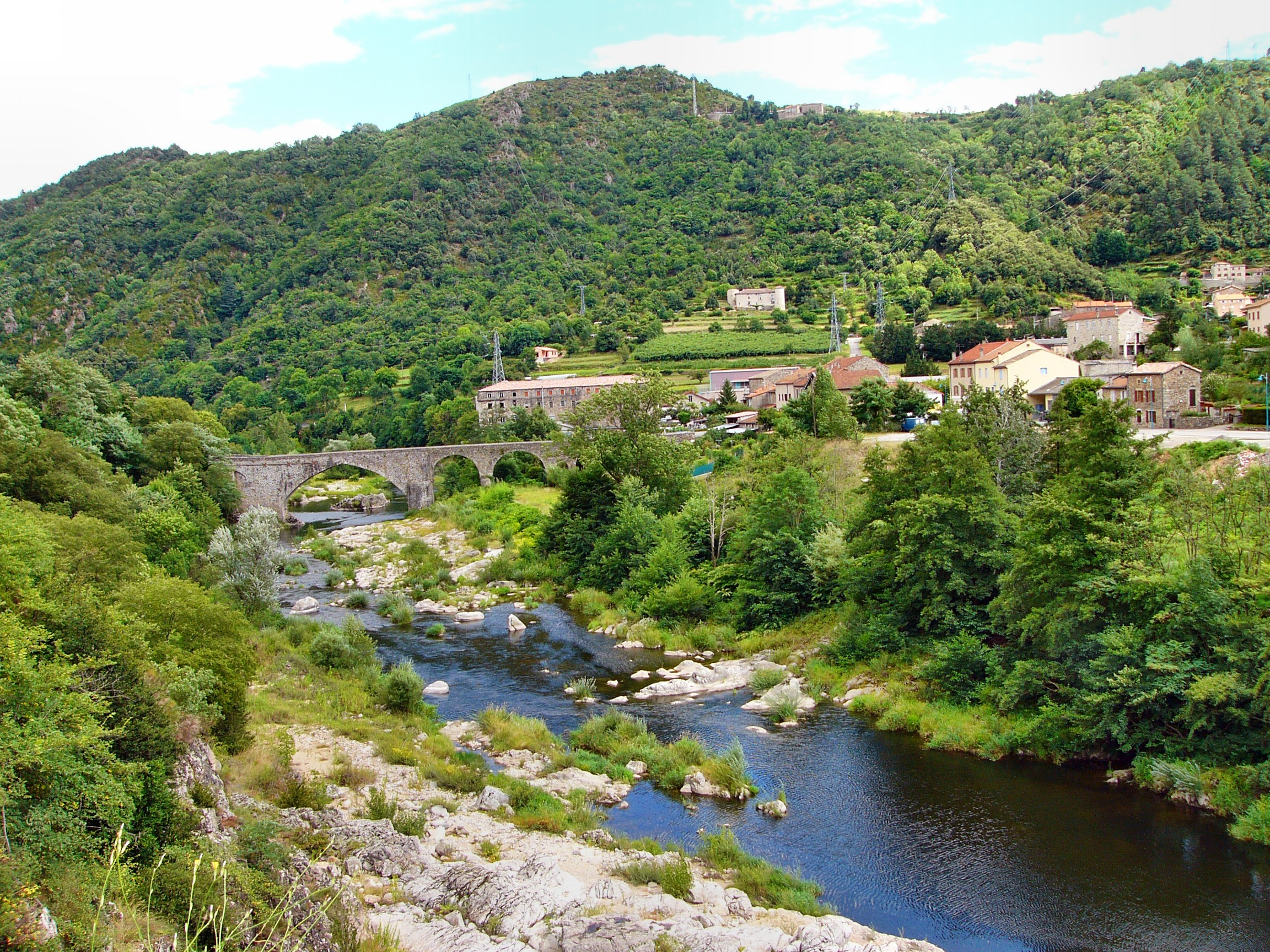
Le secteur du Moulinon a mis fin aux espoirs de Mikkola et de Vatanen.

Après une journée de repos, les 200 concurrents les mieux classés (sur 208) repartent de Monaco dans la nuit du lundi au mardi. Ils affrontent tout d'abord le Col de Turini, complètement enneigé, où Röhrl accentue encore son avance. Les trois épreuves suivantes sont également enneigées et permettent aux voitures du groupe 2 de se mettre en évidence, et au petit matin Bettega a repris la seconde place à Darniche. Tous deux sont désormais à près de quatre minutes de la Fiat de tête. Quatrième, Andruet est à plus de cinq minutes, talonné par la Volkswagen d'Eklund, dont le coéquipier Jean-Luc Thérier a abandonné, hors-course dès le début du parcours commun à cause d'une réparation trop longue du système d'injection. La première épreuve spéciale de jour va se disputer sur route sèche, et Mikkola peut enfin exploiter toute la puissance de sa Porsche ; le pilote finlandais remonte en cinquième position du classement général, derrière Andruet et Bettega troisièmes ex-æquo, Darniche ayant repris la seconde place. Les concurrents vont dès lors rencontrer des conditions plus changeantes en Ardèche : sur les trente-huit kilomètres de l'épreuve du Moulinon, les portions avec neige fondante alternant avec les parties sèches ou légèrement humides. Lors d'un changement brutal d'adhérence, un demi-arbre de la Porsche de Mikkola casse net, l'équipage restant bloqué sur place. Vatanen, alors huitième, se fait surprendre dans un endroit partiellement enneigé ; son Escort heurte un parapet et plonge dans un trou, abandonnant également. Clarr endommage légèrement sa voiture contre le muret, perd un peu de temps mais parvient à continuer, alors que Jacques Alméras (Porsche) va perdre une dizaine de minutes après une sortie de route. Au regroupement de Vals-les-Bains, où pilotes et copilotes bénéficient de trois heures de pause, la position de Röhrl est toujours très confortable, le pilote allemand comptant plus de quatre minutes d'avance sur Darniche et près de cinq sur Andruet. Quatrième à un peu plus de six minutes, Bettega mène toujours le groupe 2, mais est directement menacé par Eklund, quatre secondes derrière, à égalité avec Waldegård qui a effectué une belle remontée. Retardée par des problèmes d'alternateur sur sa Fiat, Michèle Mouton occupe la septième place, avec plus de sept minutes de retard.
| Pos. | Pilote              | Copilote                | Voiture             | Groupe | Temps           | Écart         |
| ---- | ------------------- | ----------------------- | ------------------- | ------ | --------------- | ------------- |
| 1    | Walter Röhrl        | Christian Geistdörfer   | Fiat 131 Abarth     | 4      | 3 h 42 min 07 s |               |
| 2    | Bernard Darniche    | Alain Mahé              | Lancia Stratos HF   | 4      | 3 h 46 min 11 s | + 4 min 04 s  |
| 3    | Jean-Claude Andruet | 'Biche'                 | Fiat 131 Abarth     | 4      | 3 h 46 min 53 s | + 4 min 46 s  |
| 4    | Attilio Bettega     | Mario Mannucci          | Fiat Ritmo          | 2      | 3 h 48 min 18 s | + 6 min 01 s  |
| 5=   | Per Eklund          | Hans Sylvan             | Volkswagen Golf GTI | 2      | 3 h 48 min 22 s | + 6 min 15 s  |
| 5=   | Björn Waldegård     | Hans Thorszelius        | Fiat 131 Abarth     | 4      | 3 h 48 min 22 s | + 6 min 15 s  |
| 7    | Michèle Mouton      | Annie Arrii             | Fiat 131 Abarth     | 4      | 3 h 49 min 22 s | + 7 min 29 s  |
| 8    | Anders Kulläng      | Bruno Berglund          | Opel Ascona 400     | 4      | 3 h 50 min 23 s | + 8 min 16 s  |
| 9    | Jochi Kleint        | Gunter Wanger           | Opel Ascona 400     | 4      | 3 h 57 min 52 s | + 15 min 45 s |
| 10   | Bernard Béguin      | Jean-Jacques Lenne      | Porsche 911 SC      | 4      | 3 h 58 min 07 s | + 16 min 00 s |
| 11   | Salvador Servià     | Alex Brustenga          | Ford Fiesta         | 2      | 3 h 58 min 46 s | + 16 min 39 s |
| 12   | Ingvar Carlsson     | Claes Billstam          | Mercedes 280 CE     | 2      | 4 h 00 min 07 s | + 18 min 00 s |
| 13   | Alain Coppier       | Josépha Laloz           | Porsche Carrera     | 3      | 4 h 00 min 23 s | + 18 min 16 s |
| 14   | Jean-Louis Clarr    | Jean-François Fauchille | Opel Ascona 2000    | 1      | 4 h 03 min 11 s | + 21 min 04 s |
| 15   | Alain Beauchef      | Daniel Brichot          | Ford Escort RS2000  | 1      | 4 h 07 min 24 s | + 25 min 17 s |

#### Vals-les-Bains - Monaco
Les concurrents repartent du parc fermé de Vals-les-Bains en début d'après-midi. La première difficulté est le secteur de Burzet, avec trente-deux kilomètres de routes enneigées, la neige étant mouillée en fin de parcours. Anders Kulläng et son Opel s'y distinguent, le pilote suédois reléguant tous ses rivaux à plus de trente secondes et remontant à la sixième place du classement général. Ayant volontairement concédé dix secondes de pénalité au contrôle horaire afin de laisser Darniche ouvrir la route, Röhrl réalise une excellente opération, la Lancia du pilote français perdant près de deux minutes à « faire la trace ». Le pilote français perd de nouveau un peu de temps dans la spéciale de Saint-Bonnet-le-Froid, et chute en quatrième position derrière Waldegård et Eklund (qui a pris la tête du groupe 2). Retardé par un tête-à-queue, Andruet a rétrogradé à la sixième place, derrière Kulläng. Röhrl, qui s'est montré le plus rapide, possède désormais plus de six minutes d'avance sur son coéquipier Waldegård. Kulläng continue sa progression dans le secteur de Saint-Jean-en-Royans, disputé dans des conditions très changeantes (routes sèches, puis neige fondante, puis neige et verglas en fin de parcours) ; il réalise le meilleur temps, cinquante secondes devant Waldegård, et grimpe à la troisième place du classement général derrière les deux Fiat officielles. Röhrl va ensuite se montrer le plus rapide dans les quatre spéciales suivantes, alors que de fortes averses de neige rendent les routes difficiles. Eklund profite de ses conditions particulières pour s'emparer de la seconde place, près de neuf minutes derrière la Fiat de tête. Waldegård est retombé à la quatrième place, derrière Kulläng, tandis que Darniche, gêné par sa position d'ouvreur, compte désormais près de quatorze minutes de retard. Handicapé par des problèmes de freins, Andruet a perdu sa sixième place au profit de Bettega. Les deux derniers tronçons chronométrés se déroulent sur routes sèches, permettant à Darniche de réduire l'écart sur ses adversaires. Sauf incident, il ne pourra toutefois menacer Röhrl pour la victoire finale, le pilote allemand ayant maintenu sa marge de près de neuf minutes sur Eklund, les autres concurrents, emmenés par Kulläng comptant plus de dix minutes de retard sur la Fiat de tête. Onzième au classement général, Coppier reste largement en tête du groupe 3, tandis qu'en groupe 1 Clarr n'est pas à l'abri d'un retour de Beauchef. Cent vingt-six équipages sont parvenus au terme de l'étape.
| Pos. | Pilote              | Copilote                | Voiture               | Groupe | Temps           | Écart         |
| ---- | ------------------- | ----------------------- | --------------------- | ------ | --------------- | ------------- |
| 1    | Walter Röhrl        | Christian Geistdörfer   | Fiat 131 Abarth       | 4      | 7 h 00 min 15 s |               |
| 2    | Per Eklund          | Hans Sylvan             | Volkswagen Golf GTI   | 2      | 7 h 09 min 08 s | + 8 min 53 s  |
| 3    | Anders Kulläng      | Bruno Berglund          | Opel Ascona 400       | 4      | 7 h 10 min 50 s | + 10 min 35 s |
| 4    | Björn Waldegård     | Hans Thorszelius        | Fiat 131 Abarth       | 4      | 7 h 11 min 19 s | + 11 min 04 s |
| 5    | Bernard Darniche    | Alain Mahé              | Lancia Stratos HF     | 4      | 7 h 13 min 29 s | + 13 min 14 s |
| 6    | Attilio Bettega     | Mario Mannucci          | Fiat Ritmo            | 2      | 7 h 15 min 31 s | + 15 min 16 s |
| 7    | Jean-Claude Andruet | 'Biche'                 | Fiat 131 Abarth       | 4      | 7 h 15 min 49 s | + 15 min 34 s |
| 8    | Michèle Mouton      | Annie Arrii             | Fiat 131 Abarth       | 4      | 7 h 21 min 42 s | + 21 min 27 s |
| 9    | Jochi Kleint        | Gunter Wanger           | Opel Ascona 400       | 4      | 7 h 23 min 17 s | + 23 min 02 s |
| 10   | Salvador Servià     | Alex Brustenga          | Ford Fiesta           | 2      | 7 h 24 min 22 s | + 24 min 07 s |
| 11   | Alain Coppier       | Josépha Laloz           | Porsche Carrera       | 3      | 7 h 25 min 33 s | + 25 min 18 s |
| 12   | Ingvar Carlsson     | Claes Billstam          | Mercedes 280 CE       | 2      | 7 h 34 min 33 s | + 34 min 18 s |
| 13   | Jean-Louis Clarr    | Jean-François Fauchille | Opel Ascona 2000      | 1      | 7 h 38 min 23 s | + 38 min 08 s |
| 14   | Jacques Alméras     | 'Tilber'                | Porsche 911 SC        | 4      | 7 h 38 min 36 s | + 38 min 21 s |
| 15   | Alain Beauchef      | Daniel Brichot          | Ford Escort RS2000    | 1      | 7 h 42 min 07 s | + 41 min 52 s |
| 16   | Timo Mäkinen        | Atso Aho                | BMW 320i              | 2      | 7 h 45 min 42 s | + 45 min 27 s |
| 17   | Klaus Fritzinger    | Henning Wünsch          | Toyota Celica 2000 GT | 2      | 7 h 46 min 02 s | + 45 min 47 s |
| 18   | Bruno Saby          | Jean-Marc Andrié        | Renault 5 Alpine      | 2      | 7 h 47 min 13 s | + 46 min 58 s |
| 19   | Holger Bohne        | Adolf Ahrens            | Mercedes 280 CE       | 2      | 7 h 51 min 07 s | + 50 min 52 s |
| 20   | Jean-Pierre Ballet  | Gérard Kerespert        | Porsche Carrera       | 3      | 7 h 53 min 36 s | + 53 min 21 s |

### Parcours final

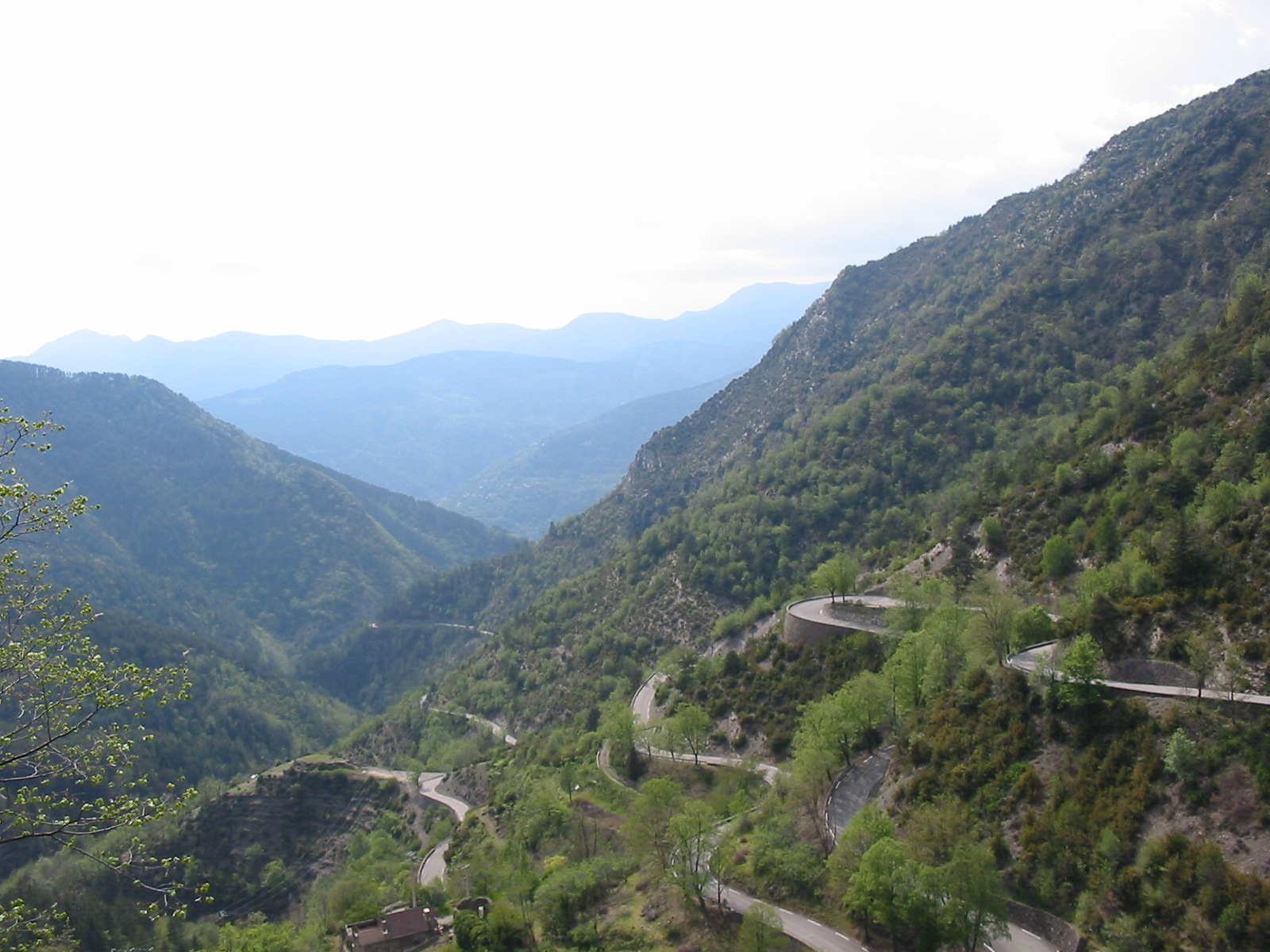
La route du col de Turini, empruntée à deux reprises lors du parcours final.

Seuls les cent premiers du classement disputent le parcours final. Ils s'élancent de Monaco le jeudi soir, après une journée complète de repos, pour une boucle nocturne dans l'arrière pays niçois. La météo se montre plus clémente et les routes sont principalement sèches, avec toutefois quelques plaques de glace isolées. Parti sur un rythme très rapide, Andruet effectue une sortie de route dans le premier passage du Turini, sectionnant un poteau dont la chute va retarder le passage des concurrents suivants. Il parvient néanmoins à terminer la spéciale, mais en tentant de ne pas être pénalisé sur le parcours de liaison après la réparation du train avant, il sort à nouveau de la route et abandonne peu avant la spéciale de Pont-de-Clans. Darniche est enfin guéri de son angine et va se montrer le plus rapide dans presque toutes les épreuves spéciales, seulement devancé par la Fiat Ritmo de Bettega lors du premier passage dans le col de Turini. Ses performances répétées lui permettent de remonter au troisième rang, puis au deuxième derrière l'inaccessible Fiat de Röhrl après le bris d'un demi-arbre de transmission sur la Volkswagen d'Eklund, que le pilote suédois va parvenir à remplacer en treize minute sur le parcours de liaison entre La Bollène et Saint-Sauveur ; pénalisé de deux minutes et dix secondes, Eklund va chuter à la cinquième place, conservant néanmoins la tête du groupe 2. Le retard par rapport à l'horaire initialement prévu ainsi que l'indiscipline de certains spectateurs va inciter les organisateurs à interrompre le déroulement des épreuves chronométrées ; le secteur entre Saint-Sauveur et Beuil ne va être disputé que par une partie des équipages (qui se verront attribuer un bonus basé sur les temps réalisés), les deux dernières spéciales étant annulées afin de permettre aux concurrents de rejoindre directement le port de Monaco à l'heure prévue, le vendredi matin. Ayant roulé à sa main dans cette dernière étape, Röhrl s'impose après avoir mené pratiquement de bout en bout. Il devance Darniche de plus de dix minutes, Waldegård prenant la troisième place après avoir dépassé son compatriote Kulläng dans l'avant dernier secteur chronométré. Cinquième, Eklund remporte le groupe 2, juste devant Bettega. Septième malgré des problèmes d'alternateur, d'éclairage et de mauvais choix de pneus dans le parcours commun, Michèle Mouton remporte une nouvelle fois la Coupe des Dames. Neuvième, Alain Coppier s'impose nettement en groupe 3, tout comme Clarr (treizième au classement général) en tourisme de série, Beauchef, son principal adversaire, ayant cassé son pont arrière peu avant l'arrivée.

### Classements intermédiaires
Classements intermédiaires des pilotes après chaque épreuve spéciale,

### Classement général

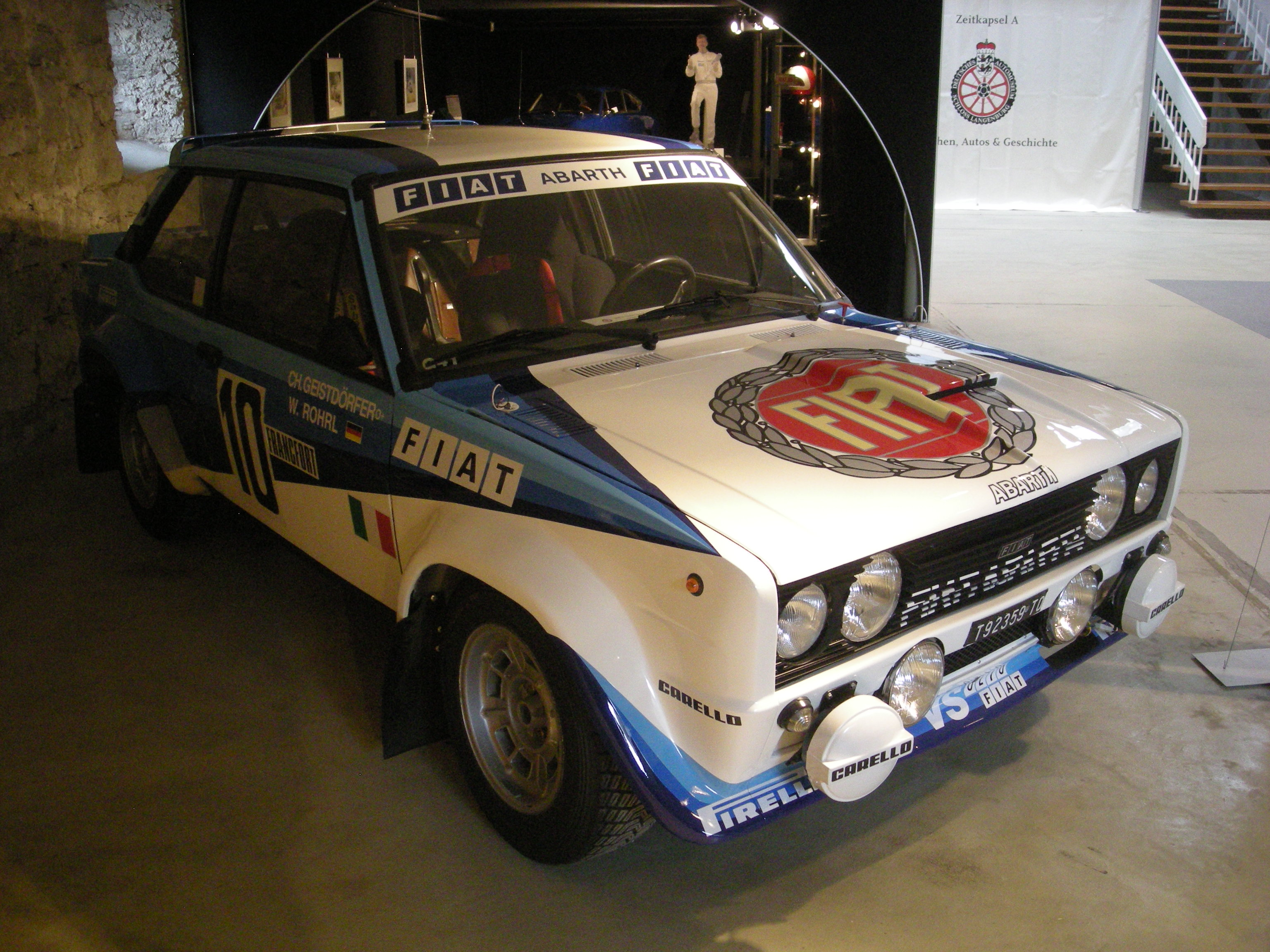
Première victoire de Fiat au Monte-Carlo, avec la 131 Abarth de Walter Röhrl.

| Pos | No | Pilote           | Copilote              | Voiture             | Temps           | Écart         | Groupe |
| --- | -- | ---------------- | --------------------- | ------------------- | --------------- | ------------- | ------ |
| 1   | 10 | Walter Röhrl     | Christian Geistdörfer | Fiat 131 Abarth     | 8 h 42 min 20 s |               | 4      |
| 2   | 1  | Bernard Darniche | Alain Mahé            | Lancia Stratos HF   | 8 h 52 min 58 s | + 10 min 38 s | 4      |
| 3   | 7  | Björn Waldegård  | Hans Thorszelius      | Fiat 131 Abarth     | 8 h 53 min 48 s | + 11 min 28 s | 4      |
| 4   | 4  | Anders Kulläng   | Bruno Berglund        | Opel Ascona 400     | 8 h 54 min 24 s | + 12 min 04 s | 4      |
| 5   | 26 | Per Eklund       | Hans Sylvan           | Volkswagen Golf GTI | 8 h 56 min 47 s | + 14 min 27 s | 2      |
| 6   | 15 | Attilio Bettega  | Mario Mannucci        | Fiat Ritmo          | 8 h 58 min 43 s | + 16 min 23 s | 2      |
| 7   | 12 | Michèle Mouton   | Annie Arrii           | Fiat 131 Abarth     | 9 h 06 min 13 s | + 23 min 53 s | 4      |
| 8   | 8  | Jochi Kleint     | Gunter Wanger         | Opel Ascona 400     | 9 h 07 min 50 s | + 25 min 30 s | 4      |
| 9=  | 20 | Alain Coppier    | Josépha Laloz         | Porsche Carrera     | 9 h 12 min 00 s | + 29 min 40 s | 3      |
| 9=  | 28 | Salvador Servià  | Alex Brustenga        | Ford Fiesta         | 9 h 12 min 00 s | + 29 min 40 s | 2      |

### Classements par groupe

#### Groupe 1
| Pos | no  | Pilote           | Copilote                | Voiture             | Temps           | Écart         | Class. général        |
| --- | --- | ---------------- | ----------------------- | ------------------- | --------------- | ------------- | --------------------- |
| 1   | 33  | Jean-Louis Clarr | Jean-François Fauchille | Opel Ascona 2000    | 9 h 27 min 00 s |               | 13e à 44 min 40 s     |
| 2   | 21  | Holger Bohne     | Adolf Ahrens            | Mercedes 280 CE     | 9 h 43 min 33 s | + 16 min 33 s | 18e à 1 h 01 min 13 s |
| 3   | 102 | Pierre Sintzel   | Jean-François Riboud    | Volkswagen Golf GTI | 9 h 52 min 03 s | + 25 min 03 s | 20e à 1 h 09 min 43 s |

#### Groupe 2
| Pos | no | Pilote          | Copilote       | Voiture             | Temps           | Écart         | Class. général   |
| --- | -- | --------------- | -------------- | ------------------- | --------------- | ------------- | ---------------- |
| 1   | 26 | Per Eklund      | Hans Sylvan    | Volkswagen Golf GTI | 8 h 56 min 47 s |               | 5e à 14 min 27 s |
| 2   | 15 | Attilio Bettega | Mario Mannucci | Fiat Ritmo          | 8 h 58 min 43 s | + 1 min 56 s  | 6e à 16 min 23 s |
| 3   | 28 | Salvador Servià | Alex Brustenga | Ford Fiesta         | 9 h 12 min 00 s | + 15 min 13 s | 9e à 29 min 40 s |

#### Groupe 3
| Pos | no | Pilote             | Copilote         | Voiture            | Temps           | Écart         | Class. général        |
| --- | -- | ------------------ | ---------------- | ------------------ | --------------- | ------------- | --------------------- |
| 1   | 20 | Alain Coppier      | Josépha Laloz    | Porsche Carrera    | 9 h 12 min 00 s |               | 9e à 29 min 40 s      |
| 2   | 55 | Jean-Pierre Ballet | Gérard Kerespert | Porsche Carrera    | 9 h 41 min 45 s | + 29 min 45 s | 16e à 59 min 25 s     |
| 3   | 41 | Christian Blanc    | Georges Bubloz   | Porsche Carrera RS | 9 h 57 min 53 s | + 45 min 53 s | 22e à 1 h 15 min 33 s |

#### Groupe 4
| Pos | no | Pilote           | Copilote              | Voiture           | Temps           | Écart         | Class. général   |
| --- | -- | ---------------- | --------------------- | ----------------- | --------------- | ------------- | ---------------- |
| 1   | 10 | Walter Röhrl     | Christian Geistdörfer | Fiat 131 Abarth   | 8 h 42 min 20 s |               | Vainqueur absolu |
| 2   | 1  | Bernard Darniche | Alain Mahé            | Lancia Stratos HF | 8 h 52 min 58 s | + 10 min 38 s | 2e à 10 min 38 s |
| 3   | 7  | Björn Waldegård  | Hans Thorszelius      | Fiat 131 Abarth   | 8 h 53 min 48 s | + 11 min 28 s | 3e à 11 min 28 s |

### Hommes de tête
- Prologue :  Bernard Darniche -  Alain Mahé (Lancia Stratos HF) &  Markku Alén -  Ilkka Kivimäki (Fiat 131 Abarth)
- ES1 :  Markku Alén -  Ilkka Kivimäki (Fiat 131 Abarth)
- ES2 à ES33 :  Walter Röhrl -  Christian Geistdörfer (Fiat 131 Abarth)

### Vainqueurs d'épreuves spéciales
- Walter Röhrl -  Christian Geistdörfer (Fiat 131 Abarth) : 11 spéciales (ES 2, 4 à 7, 12, 14, 16, 18, 19, 21)
- Bernard Darniche -  Alain Mahé (Lancia Stratos HF) : 10 spéciales (prologue, ES 3, 22 à 24, 26 à 30)
- Markku Alén -  Ilkka Kivimäki (Fiat 131 Abarth) : 2 spéciales (prologue, ES 1)
- Ari Vatanen -  David Richards (Ford Escort RS1800) : 2 spéciales (ES 8, 10)
- Anders Kulläng -  Bruno Berglund (Opel Ascona 400) : 2 spéciales (ES 13, 15)
- Björn Waldegård -  Hans Thorszelius (Fiat 131 Abarth) : 1 spéciale (ES 9)
- Hannu Mikkola -  Arne Hertz (Porsche 911 SC) : 1 spéciale (ES 11)
- Attilio Bettega -  Mario Mannucci (Fiat Ritmo) : 1 spéciale (ES 25)

## Résultats des principaux engagés
| No  | Pilote              | Copilote                | Voiture               | Groupe | Classement général                                       | Class. groupe |
| --- | ------------------- | ----------------------- | --------------------- | ------ | -------------------------------------------------------- | ------------- |
| 1   | Bernard Darniche    | Alain Mahé              | Lancia Stratos HF     | 4      | 2e à 10 min 38 s                                         | 2e            |
| 2   | Hannu Mikkola       | Arne Hertz              | Porsche 911 SC        | 4      | ab. dans la 12e spéciale (demi-arbre)                    | -             |
| 3   | Markku Alén         | Ilkka Kivimäki          | Fiat 131 Abarth       | 4      | ab. après la 2e spéciale (suite sortie de route)         | -             |
| 4   | Anders Kulläng      | Bruno Berglund          | Opel Ascona 400       | 4      | 4e à 12 min 04 s                                         | 4e            |
| 5   | Ari Vatanen         | David Richards          | Ford Escort RS1800    | 4      | ab. dans la 12e spéciale (sortie de route)               | -             |
| 6   | Bernard Béguin      | Jean-Jacques Lenne      | Porsche 911 SC        | 4      | ab. dans la 20e spéciale (sortie de route)               | -             |
| 7   | Björn Waldegård     | Hans Thorszelius        | Fiat 131 Abarth       | 4      | 3e à 11 min 28 s                                         | 3e            |
| 8   | Jochi Kleint        | Gunter Wanger           | Opel Ascona 400       | 4      | 8e à 25 min 30 s                                         | 6e            |
| 9   | Jean-Claude Andruet | 'Biche'                 | Fiat 131 Abarth       | 4      | ab. après la 25e spéciale (sortie de route) - classé 95e | -             |
| 10  | Walter Röhrl        | Christian Geistdörfer   | Fiat 131 Abarth       | 4      | 1er                                                      | 1er           |
| 11  | Achim Warmbold      | Piero Sodano            | Toyota Celica 2000 GT | 4      | ab. dans la 4e spéciale (sortie de route)                | -             |
| 12  | Michèle Mouton      | Annie Arrii             | Fiat 131 Abarth       | 4      | 7e à 23 min 53 s                                         | 7e            |
| 14  | Jean-Luc Thérier    | Michel Vial             | Volkswagen Golf GTI   | 2      | ab. avant la 7e spéciale (hors course)                   | -             |
| 15  | Attilio Bettega     | Mario Mannucci          | Fiat Ritmo            | 2      | 6e à 16 min 23 s                                         | 2e            |
| 16  | Jacques Alméras     | 'Tilber'                | Porsche 911 SC        | 4      | 12e à 44 min 18 s                                        | 7e            |
| 17  | Timo Mäkinen        | Atso Aho                | BMW 320i              | 2      | 14e à 51 min 27 s                                        | 5e            |
| 18  | Guy Fréquelin       | Jean Todt               | Talbot Sunbeam Lotus  | 2      | ab. dans la 4e spéciale (sortie de route)                | -             |
| 19  | Andy Dawson         | Stuart Pegg             | Datsun 160J PA10      | 2      | ab. dans le parcours de concentration (soupape)          | -             |
| 20  | Alain Coppier       | Josépha Laloz           | Porsche Carrera       | 3      | 9e à 29 min 40 s                                         | 1er           |
| 21  | Holger Bohne        | Adolf Ahrens            | Mercedes 280 CE       | 1      | 18e à 1 h 01 min 13 s                                    | 2e            |
| 23  | Claude Haldi        | Bernard Sandoz          | Porsche 934           | 4      | 23e à 1 h 17 min 04 s                                    | 10e           |
| 24  | Alain Beauchef      | Daniel Brichot          | Ford Escort RS2000    | 1      | ab. après la 29e spéciale (hors course) - classé 92e     | -             |
| 25  | Georg Fischer       | Harald Gottlieb         | Talbot Sunbeam Lotus  | 2      | ab. dans le parcours commun                              | -             |
| 26  | Per Eklund          | Hans Sylvan             | Volkswagen Golf GTI   | 2      | 5e à 14 min 27 s                                         | 1er           |
| 27  | Jürgen Barth        | Roland Kussamul         | Porsche 924 Turbo     | 4      | 19e à 1 h 07 min 21 s                                    | 8e            |
| 28  | Salvador Servià     | Alex Brustenga          | Ford Fiesta           | 2      | 9e à 29 min 40 s                                         | 3e            |
| 30  | Klaus Fritzinger    | Henning Wünsch          | Toyota Celica 2000 GT | 2      | ab. dans la 29e spéciale (alimentation) - classé 91e     | -             |
| 31  | Ingvar Carlsson     | Claes Billstam          | Mercedes 280 CE       | 2      | 11e à 42 min 48 s                                        | 4e            |
| 32  | Gijs van Lennep     | Ferry van der Geest     | Volkswagen Golf GTI   | 2      | 36e à 1 h 37 min 08 s                                    | 13e           |
| 33  | Jean-Louis Clarr    | Jean-François Fauchille | Opel Ascona 2000      | 1      | 13e à 44 min 40 s                                        | 1er           |
| 34  | Francis Serpaggi    | T. Casalonga            | Lancia Stratos HF     | 4      | ab. dans le parcours de classement (moteur)              | -             |
| 35  | Bruno Saby          | Jean-Marc Andrié        | Renault 5 Alpine      | 2      | 15e à 54 min 21 s                                        | 6e            |
| 37  | Francis Vincent     | Francis Calvier         | Alfa Romeo Alfasud TI | 2      | 17e à 1 h 00 min 56 s                                    | 7e            |
| 38  | Johannes Breuer     | Dieter Norwig           | Mercedes 280 CE       | 1      | 27e à 1 h 23 min 06 s                                    | 5e            |
| 39  | Nicolas Koob        | Win Jacoby              | Ford Escort RS1800    | 4      | 21e à 1 h 13 min 10 s                                    | 9e            |
| 40  | Gérard Swaton       | Martine Cordesse        | Opel Kadett GT/E      | 1      | 26e à 1 h 20 min 07 s                                    | 4e            |
| 41  | Christian Blanc     | Georges Bubloz          | Porsche Carrera RS    | 3      | 22e à 1 h 15 min 33 s                                    | 3e            |
| 44  | Olivier Lamirault   | Chantal Sola            | Alpine A310 V6        | 4      | ab. après la 29e spéciale (sortie de route) - classé 89e | -             |
| 51  | 'Ray'               | Pierre Gandolfo         | Ford Escort RS1800    | 4      | ab. dans le parcours commun                              | -             |
| 55  | Jean-Pierre Ballet  | Gérard Kerespert        | Porsche Carrera       | 3      | 16e à 59 min 25 s                                        | 2e            |
| 102 | Pierre Sintzel      | Jean-François Riboud    | Volkswagen Golf GTI   | 1      | 20e à 1 h 09 min 43 s                                    | 3e            |
| 108 | Thierry Lousteau    | B. Figuière             | Porsche Carrera       | 3      | ab. dans la 9e spéciale (sortie de route)                | -             |

## Classements des championnats à l'issue de la course

### Constructeurs
- attribution des points : 10, 9, 8, 7, 6, 5, 4, 3, 2, 1 respectivement aux dix premières marques de chaque épreuve, additionnés de 8, 7, 6, 5, 4, 3, 2, 1 respectivement aux huit premières de chaque groupe (seule la voiture la mieux classée de chaque constructeur marque des points). Les points de groupe ne sont attribués qu'aux concurrents ayant terminé dans les dix premiers au classement général.
- seuls les sept meilleurs résultats (sur dix épreuves) sont retenus pour le décompte final des points.

| Pos. | Marque     | Points | M-C  | POR | SAF | ACR | ARG | NZL | SAN | COR | RAC | BAN |
| ---- | ---------- | ------ | ---- | --- | --- | --- | --- | --- | --- | --- | --- | --- |
| 1    | Fiat       | 18     | 10+8 |     |     |     |     |     |     |     |     |     |
| 2    | Lancia     | 16     | 9+7  |     |     |     |     |     |     |     |     |     |
| 3    | Volkswagen | 14     | 6+8  |     |     |     |     |     |     |     |     |     |
| 4    | Opel       | 12     | 7+5  |     |     |     |     |     |     |     |     |     |
| 5    | Porsche    | 10     | 2+8  |     |     |     |     |     |     |     |     |     |
| 6    | Ford       | 8      | 2+6  |     |     |     |     |     |     |     |     |     |

### Pilotes
- attribution des points : 20, 15, 12, 10, 8, 6, 4, 3, 2, 1 respectivement aux dix premiers de chaque épreuve.
- seuls les sept meilleurs résultats (sur douze épreuves) sont retenus pour le décompte final des points.

| Pos. | Pilote           | Marque     | Points | M-C | SUE | POR | SAF | ACR | ARG | FIN | NZL | SAN | COR | RAC | BAN |
| ---- | ---------------- | ---------- | ------ | --- | --- | --- | --- | --- | --- | --- | --- | --- | --- | --- | --- |
| 1    | Walter Röhrl     | Fiat       | 20     | 20  |     |     |     |     |     |     |     |     |     |     |     |
| 2    | Bernard Darniche | Lancia     | 15     | 15  |     |     |     |     |     |     |     |     |     |     |     |
| 3    | Björn Waldegård  | Fiat       | 12     | 12  |     |     |     |     |     |     |     |     |     |     |     |
| 4    | Anders Kulläng   | Opel       | 10     | 10  |     |     |     |     |     |     |     |     |     |     |     |
| 5    | Per Eklund       | Volkswagen | 8      | 8   |     |     |     |     |     |     |     |     |     |     |     |
| 6    | Attilio Bettega  | Fiat       | 6      | 6   |     |     |     |     |     |     |     |     |     |     |     |
| 7    | Michèle Mouton   | Fiat       | 4      | 4   |     |     |     |     |     |     |     |     |     |     |     |
| 8    | Jochi Kleint     | Opel       | 3      | 3   |     |     |     |     |     |     |     |     |     |     |     |
| 9=   | Alain Coppier    | Porsche    | 2      | 2   |     |     |     |     |     |     |     |     |     |     |     |
| 9=   | Salvador Servià  | Ford       | 2      | 2   |     |     |     |     |     |     |     |     |     |     |     |